# 中印度邦

1951年地圖

中印度邦（Madhya Bharat）是印度的一個已經撤銷的一級行政區，設立於1948年5月28日。中印度邦面積46,478平方英里（120,380平方）。1956年11月1日，中央邦、溫迪亞邦、博帕爾邦併入中央邦。